# Георги Тошев (журналист)
Георги Тошев е български журналист, телевизионен водещ в научнопопулярната поредица по bTV „Непознатите“ (от 4 октомври 2009). С професионален опит във в. „24 часа“, в. „Дневник“, сп. „Едно“, сп. „Лик“, bTV и БНТ.

## Биография
Роден е на 2 март 1969 година в град София, България. Филолог и журналист по образование, специализирал е журналистика в Ню Йорк, САЩ. Работил е като журналист във вестник „24 часа“, списание „Лик“. Сред създателите е на вестник „Дневник“ и списание „Едно“. Дълги години работи в печатни медии, но проектът, който му носи най-голяма популярност, е предаването „Другата България“. В продължение на две години е автор на предаването „Артефакти“ по БНТ. Бил е директор на пресцентъра на театралния фестивал във Варна, съветник на министъра на културата Емма Москова.